# Patricia Elorza
Patricia Elorza Eguiara (Vitoria, 8 de abril de 1984) es una exjugadora española de balonmano que jugaba en la posición de lateral izquierdo y se la conocía por su capacidad defensiva.
Internacional absoluta con la selección española, con la que logró la medalla de bronce en los Juegos Olímpicos de Londres 2012.

## Equipos
Comenzó su trayectoria deportiva en el Balonmano Bera Bera, equipo en el que estuvo en sus categorías inferiores durante la 2002/03, llegando incluso a debutar con el primer equipo en la División de Honor. Después, estuvo una temporada en el Balonmano Zuazo.
En 2004 firmó con el Balonmano Castro Urdiales, en el que permaneció ocho temporadas y en el que se convirtió en una estrella tanto dentro como fuera del equipo. De estas ocho temporadas, las cuatro últimas fueron en la Liga ABF (División de Honor). En la temporada 2011/12, estuvo en las filas del Balonmano Castro Urdiales, convirtiéndose en la máxima goleadora del equipo con 139 dianas, y en la novena de la División de Honor.
En mayo de 2012, se convirtió en el primer fichaje del Balonmano Bera Bera de cara a la campaña 2012/13. En el equipo de San Sebastián, logró numerosos éxitos y se consagró como una jugadora de nivel (sobre todo en el apartado defensivo).Durante las temporadas 2012/13 y 2013/14 el equipo vasco se proclamó campeón de la Liga, de la Copa de la Reina y de la Supercopa de España en ambas, logrando el histórico triplete consecutivamente, algo que solo el Itxako había logrado las dos temporadas anteriores. Estos éxitos, vinieron en parte a las buenas actuaciones de Núñez en el pivote tanto en defensa como en ataque. En su última temporada en Bera Bera (2014/15), vuelve a conseguir el título de Liga y el de la Supercopa, aunque esta vez se les escapa el de la Copa de la Reina tras perder ante el BM Ro´casa Gran Canaria.
Tras tres años de grandes éxitos en Bera Bera, en mayo de 2015 junto con su compañera en la selección y en el Bera Bera, María Núñez, fichan por el ES Besançon de la Liga francesa de balonmanodonde jugó durante una temporada. Retornó de nuevo al Bera Bera para la 2016-2017 y terminó en balonmano vitoriano, fichando para la 2017-18 por el Zuazo.
En 2018, tras 16 años compitiendo, se despide del balonmano en las filas del Balonmano Zuazo.

## Selección nacional

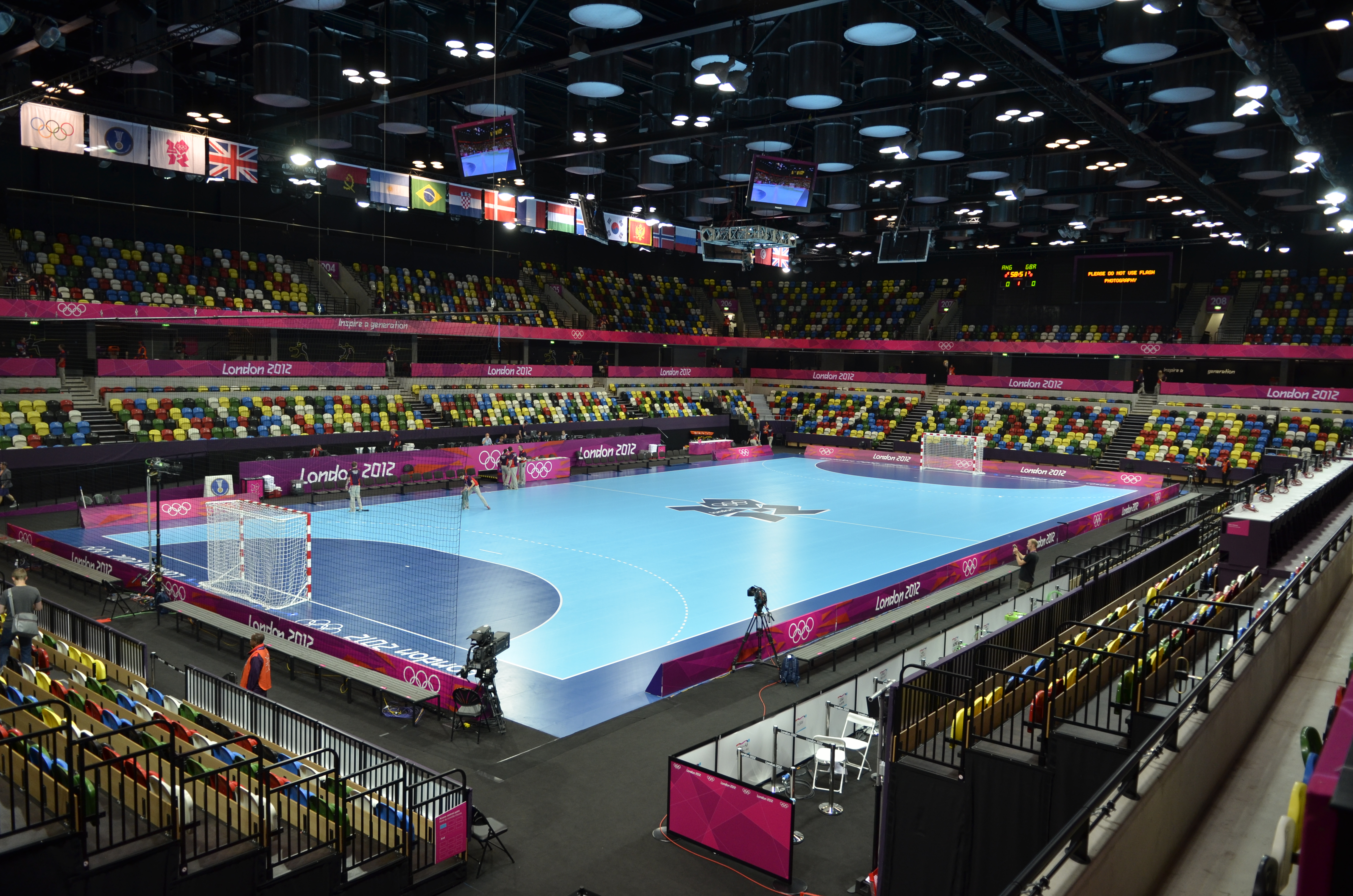
Copper Box, sede de la fase de grupos de los Juegos Olímpicos de Londres 2012.

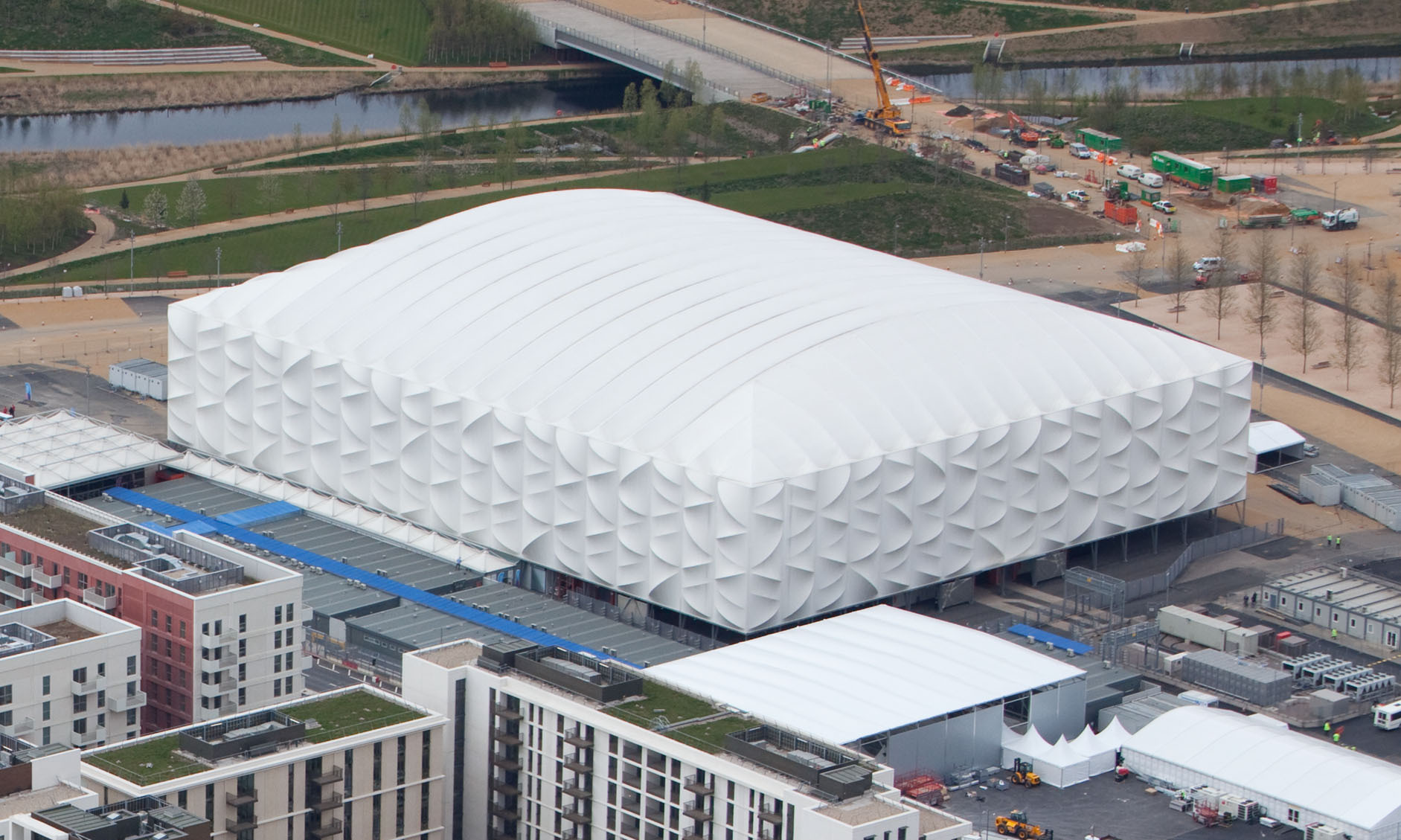
Basketball Arena, sede de las semifinales y finales.

Patri Elorza ha sido internacional con la selección femenina en 112 ocasiones, marcando 71 goles, debido a que participa más en las labores defensivas. 
Su primer torneo importante fue el Campeonato Mundial Femenino de Balonmano de 2011 celebrado en Brasil, donde logró su primera medalla. En la fase de grupos fueron segundas tras el equipo nacional de Rusia, que ganó todos sus partidos. En la siguiente fase vencieron a Montenegro por 23-19, y en los cuartos de final a Brasil por 27-26. Sin embargo, en las semifinales se enfrentaron a la futura campeona, Noruega, contra la que fueron derrotadas por 30-22. En la lucha por la medalla de bronce se enfrentaron a Dinamarca, y vencieron por 18-24.
En 2012 fue seleccionada para formar parte del equipo nacional en el torneo celebrado en España que daba acceso a dos plazas para acudir a los Juegos Olímpicos de Londres 2012. España obtuvo una plaza y la otra fue para Croacia. También fue seleccionada para los Juegos Olímpicos, donde fueron terceras en el grupo B, tras Francia y Corea del Sur. Se enfrentaron en los cuartos de final a Croacia y ganaron por 25-22, clasificándose para las semifinales ante Montenegro, que había dado la sorpresa al eliminar a unas de las favoritas, Francia. El partido fue muy igualado, pero finalmente ganó Montenegro por 27-26. Sin embargo quedaba el partido por el bronce, que enfrentaba al equipo español contra las coreanas nuevamente. En la liga previa habían ganado las coreanas por 27-31, pero en esta ocasión se impusieron las españolas por 29-31.
En el Campeonato Europeo de Balonmano Femenino de 2012 celebrado a finales de año en Serbia, consiguieron pasar a la segunda liguilla, aunque en ella fueron últimas, donde se notó la ausencia de la destacada central Macarena Aguilar que se lesionó en un partido de la primera ronda.
De nuevo fue convocada para el Campeonato Mundial de Balonmano Femenino de 2013 celebrado también en Serbia, donde defendían el tercer puesto de Brasil 2011. Las guerreras pasaron la primera fase sin muchos problemas, tras ganar a Polonia, Argentina, Paraguay y Angola y tan sólo perder ante la potente Noruega. Sin embargo, en octavos de final volvieron a caer eliminadas otra vez ante Hungría (que ya les ganó en el Europeo pasado) por 28-21, cerrando así el campeonato en una discreta décima posición.
Es convocada en 2014 al Campeonato Europeo de Balonmano Femenino de 2014, disputado en Hungría y Croacia, donde debe recuperar la continuidad en su juego, para volver a ser una de las mejores jugadoras del planeta. Superaron la primera fase con pleno de victorias y puntos tras vencer a Polonia, Rusia y Hungría. Sin embargo en la Maind Round perdieron sus dos primeros partidos ante Noruega y Rumanía. Finalmente en el decisivo y último partido, lograron una impresionante victoria ante Dinamarca por 29-22 para pasar por segunda vez en su historia a unas semifinales de un Europeo. En las semifinales se vengaron de su derrota ante Montenegro en los JJOO ganando por un vibrante 19-18, pasando a su segunda final de un Europeo. En la final se volvieron a cruzar contra Noruega perdiendo por 28-25 y acabando finalmente con una gran medalla de plata. En el plano individual, Elorza se convirtió en un bastión en defensa, siendo una de las mejores defensoras del Campeonato.
De nuevo, en 2015 es llamada para disputar el Campeonato Mundial de Balonmano Femenino de 2015 en Dinamarca. En la fase de grupos, comienzan ganando a Kazajistán, aunque luego pierden 28-26 ante la potente Rusia. Pese a esa derrota, se rehacen, y luego consiguen ganar cómodamente a Rumanía por 26-18 y golear a la débil Puerto Rico por 39-13. Finalmente, en el último partido de la liguilla de grupos caen ante Noruega por 26-29, acabando terceras de grupo y teniendo un complicado cruce en octavos de final ante Francia. Finalmente, en octavos fueron eliminadas por las francesas tras un penalti muy dudoso con el tiempo cumplido (22-21). No obstante, el arbitraje fue muy cuestionado por diversas exclusiones dudosas para las españolas, y por una roja directa también muy dudosa a Carmen Martín. Ante esta situación, las guerreras fueron eliminadas en octavos (al igual que el último Mundial), siendo duodécimas. En el aspecto individual, Elorza jugó todos los partidos, anotó cuatro goles y volvió a ser una de las mejores defensoras del campeonato.  

### Participaciones en Juegos Olímpicos
| Juegos                           | Sede        | Resultado | Partidos | Goles |
| -------------------------------- | ----------- | --------- | -------- | ----- |
| Juegos Olímpicos de Londres 2012 | Reino Unido | Bronce    |          |       |

### Participaciones en Copas del Mundo
| Mundial                                          | Sede      | Resultado        | Partidos | Goles |
| ------------------------------------------------ | --------- | ---------------- | -------- | ----- |
| Campeonato Mundial Femenino de Balonmano de 2011 | Brasil    | Tercer puesto    |          |       |
| Campeonato Mundial Femenino de Balonmano de 2013 | Serbia    | Décimo puesto    |          |       |
| Campeonato Mundial de Balonmano Femenino de 2015 | Dinamarca | Duodécimo puesto | 6        | 4     |

### Participaciones en Campeonatos de Europa
| Europeo                                          | Sede              | Resultado    | Partidos | Goles |
| ------------------------------------------------ | ----------------- | ------------ | -------- | ----- |
| Campeonato Europeo de Balonmano Femenino de 2012 | Serbia            | Segunda fase |          |       |
| Campeonato Europeo de Balonmano Femenino de 2014 | Hungría y Croacia | Subcampeona  |          |       |

## Palmarés

### Clubes
- División de Honor (3): con el Balonmano Bera Bera en 2013, 2014 y 2015.
- Copa de la Reina (2) con el Balonmano Bera Bera en 2013 y 2014, siendo finalista en 2015.
- Supercopa de España (4) con el Balonmano Bera Bera en 2012, 2013, 2014 y 2016.

### Selección española
- Medalla de bronce en el Mundial Brasil 2011.
- Medalla de bronce en los Juegos Olímpicos de Londres 2012.
- Medalla de plata en el Europeo Hungría 2014.

## Reconocimientos
- Medalla de Plata al Mérito Deportivo concedida por el Consejo Superior de Deportes.[11]